# Triplophysa marmorata
Triplophysa marmorata és una espècie de peix de la família dels balitòrids i de l'ordre dels cipriniformes.

## Morfologia
Els mascles poden assolir els 8 cm de longitud total.

## Distribució geogràfica
Es troba a l'Índia: llacs del Caixmir i riu Indus.